# وسله توموئیگا
وسله توموئیگا (انگلیسی: Vasile Tomoiagă؛ زادهٔ ۲۰ january ۱۹۶۴ (۶۱ سال)) ورزشکار روئینگ اهل رومانی است.
وی در مسابقات کشوری و بین‌المللی در مجموع برندهٔ ۱ مدال طلا، ۳ مدال نقره، ۱ مدال برنز شده‌است.